# José Francisco Fernando Carbonell
José Fernando Francisco Carbonell (n. 28 de julio de 1950) es un abogado, productor agropecuario y político argentino del Partido Justicialista, que se desempeñó como senador nacional por la provincia de Tucumán entre 1999 y 2001. Presentó su renuncia al mismo en el año 2003.

## Biografía
Es abogado egresado de la Universidad Nacional de Tucumán e integrante del colegio de abogados de la provincia de Tucumán. También es productor agrícola del sector de la citricultura en la misma provincia, siendo titular de una empresa. Integra la Asociación Citrícola del Noroeste Argentino y se desempeña como presidente de la Federación Argentina del Citrus (Federcitrus).
En política, adhirió al Partido Justicialista (PJ) y fue elegido a la Legislatura de la Provincia de Tucumán. En las elecciones provinciales de 1995, fue candidato a vicegobernador de Tucumán por el «Frente de la Esperanza» (PJ), secundando a la senadora nacional Olijela del Valle Rivas. La fórmula quedó en segundo lugar con el 32,08% de los votos, resultando elegido el exgobernador militar Antonio Domingo Bussi.
En octubre de 1999 asumió como senador nacional por Tucumán, designado por la legislatura provincial para completar el mandato de Julio Miranda (elegido al Senado en 1992, renunciando para asumir como gobernador de Tucumán). En su breve mandato en la cámara alta, integró como vocal la comisión de Defensoría del Pueblo. Finalizó su mandato en diciembre de 2001.